# 中国人民解放軍ロケット軍
中国人民解放軍ロケット軍（ちゅうごくじんみんかいほうぐんロケットぐん、簡体字中国語: 中国人民解放军火箭军、英語: People's Liberation Army Rocket Force）は、核弾頭及び非核弾頭を搭載する陸上配備型の弾道ミサイルおよび長距離巡航ミサイルを担当する中国人民解放軍の軍種（ロケット軍）である。核抑止、核反撃、通常ミサイル精密打撃をその任務とする。
現役総兵員数は12万人以上と推定されている。予備役は、陸軍予備役、海軍予備役、空軍予備役、ロケット軍予備役で構成され、全体で約51万人と推定されているが、それぞれの兵員数の構成比は不明である。

## 名称
「ロケット軍（火箭軍）」の名称は、長距離ミサイルを主戦力としていることに由来する。前身は「第二砲兵部隊（第二炮兵部队）」であり、1966年の創設時に周恩来国務院総理によって命名されている。2015年末に「第二砲兵部隊」から「ロケット軍」に名称変更がなされた。

## 歴史
長距離ミサイルを装備する第二砲兵部隊は1966年に正式に創設された。第二砲兵部隊は少数ながらも人民解放軍が保有する地上配備型戦域核弾頭搭載弾道ミサイルを主装備とした。これらの第一世代ミサイルは、射程と能力の限られる洗練されていないものとして西側に評価されていた。しかしながら部隊は1960年代から1970年代にかけてますます長距離化されたシステムの開発を始め、1980年代初頭にDF-5を導入し、米国を攻撃できる最初の大陸間弾道ミサイル（ICBM）を誕生させ、規模と能力の両方において着実かつ漸進的に成長してきた。1980年代は第二砲兵部隊にとって2つの点で独創的な10年であった。第一に人民解放軍初の路上移動型弾道ミサイルシステムであるDF-21準中距離弾道ミサイル（MRBM）を開発したこと。第二に核弾頭搭載弾道ミサイルだけでなく通常弾頭搭載弾道ミサイルも配備するという上層の決定により、これが1990年代初頭の短距離弾道ミサイル（SRBM）、DF-11及びDF-15の導入につながったことである。発射プラットフォームの着実な多様化と能力の向上とともに、第二砲兵部隊の規模も成長してきた。
2000年から2010年にかけて第二砲兵部隊は、初の地上発射巡航ミサイルであるCJ-10や初の路上移動型ICBMのDF-31を含む、ミサイルを装備した11個もの新しい旅団を立ち上げ、部隊を増強させた。2010年から2016年末にかけて、第二砲兵部隊は13個の新しい旅団と、DF-21D対艦弾道ミサイル、より長距離でより高性能なDF-41路上移動型ICBM、核または通常弾頭の両用型のDF-26中距離弾道ミサイル（IRBM）、DF-17極超音速滑空体（HGV）などのより重要な兵器システムを追加したため、拡大のペースはさらに加速した。ロケット軍に改名後の2017年から2019年後半にかけて、人民解放軍ロケット軍は少なくとも10個の新しいミサイル旅団を新編した。29個旅団から39個旅団への前例のない増加は、わずか3年間で規模が33%以上拡大したことを意味する。これに続いて、2021年にはロケット軍のサイロ発射型ICBM部隊の大幅な増強が明らかになっている。このようにして、ロケット軍は、短距離で脆弱な弾道ミサイルを備えた小規模で洗練されていない部隊から、核兵器と通常兵器の両方の幅広い発射プラットフォームを備えた、より大規模で近代的な部隊へと進化した。
一方、中国の国防部門の中でも、特にロケット軍は汚職の度合いが深刻であり、その装備を効果的に発揮することが難しい可能性が指摘されている。このため、習近平指導部は、反腐敗運動を推し進め、汚職に関わった幹部の更迭を進めている。中国政府は、23年半ばから24年末にかけて、少なくとも30人の軍幹部を突然更迭したが、そのうち5人はロケット軍の幹部だったとされる。

## 沿革
- 1957年：砲兵司令部内にソ連が提供した地対地ミサイルを装備する第802砲兵大隊創設
- 1961年：砲兵司令部内に4個ミサイル大隊創設
- 1965年6月1日：ミサイル部隊を管轄する総部創設
- 1966年6月6日：中央軍事委員会、独立兵科としての第二砲兵創設を決定
- 1966年7月1日：周恩来国務院総理により第二砲兵と命名。これを創設日としている。
- 1966年9月：東風2号ミサイル配備開始
- 1971年：東風3号ミサイル配備開始
- 1978年：第1次科学技術会議招集。科学技術委員会を設置し、8ヵ年計画を発布
- 1980年10月：「二砲作戦大綱」発布
- 1983年：発射基地の地下化プロジェクト「長城工程」開始
- 1984年：「二砲作戦条例」、「二砲各級指揮部工作細則」、「導弾支隊（旅）和発射大隊（営）的作戦条例」などが制定され、発射基地（軍団クラス）-旅（旅団クラス）の建制確立
- 1985年：第2次科学技術会議招集。「二砲戦法」発布
- 1988年：中央軍事委員会、「有限核報復」戦略を発布
- 1991年：第3次科学技術会議招集
- 1996年：第4次科学技術会議招集。15ヵ年科学発展大綱を批准
- 1998年：「第二砲兵常規導弾在突撃戦役中的使用」を発布し、通常弾頭ミサイルの先制使用を肯定
- 2011年：実際の戦役で中国側が追いつめられた状況下において、核兵器を先制使用して戦況を打開する戦略を肯定
- 2015年12月31日：名称を「第二砲兵部隊（第二炮兵部队）」から「ロケット軍（火箭軍）」に変更し、独立兵科から軍種に昇格[7]。
- 2023年12月29日：全国人民代表大会常務委員会は、ロケット軍の前司令官である李玉超、元司令官である周亜寧を含む軍高官9人の全人代代表職解任を発表。軍装備品調達に絡む汚職疑惑との関連が指摘された[8]。

## 組織構造
ロケット軍は、中華人民共和国の国防最高意思決定機構である中央軍事委員会に直接従属している。ロケット軍の核ミサイル部隊の指揮権限はミサイル弾頭の種類および戦区の事態により変化するとされる。管理上、核戦力はそれぞれの基地に従属するが、戦時には中央軍事委員会の直接の作戦統制下に置かれる。通常弾頭ミサイル部隊の作戦統制、特に個別のロケット軍各基地に対して現地の戦区司令部（統合戦域司令部）にどの程度従属しているのかについては、あまり解明されていない。初歩的なエビデンスによれば、通常弾頭ミサイル部隊の現地戦区司令部への統合が進行中であり、現地戦区司令部がこれらの部隊に対してある程度の作戦統制を行使し、ミサイル部隊と空、陸、海の各軍種部隊との統合作戦を促進する可能性があることを示唆している。
ロケット軍は9個の基地を統制しており、そのすべての指揮官が正軍級職または副軍級職のいずれかである。人民解放軍の指揮階梯の軍は西側軍隊の軍団クラスに相当する。 これらの基地のうち6個の基地、第61基地～第66基地は弾道ミサイル作戦を担当し、他の3個の基地、第67基地～第69基地は支援任務を行っている。第67基地は中央核備蓄の監督を担当し、第68基地は工学的および物理的インフラストラクチャーを担当し、最も新しく設置された基地である第69基地はよく解明されていないが、人員訓練とミサイル実験の両方を担当している可能性がある。6個の作戦基地はそれぞれ、地理的に離れたエリアをカバーしている。第61基地のミサイル旅団は中国東部と一部の南東部をカバーし、第62基地は中国南東部の残りの地域をカバーし、第63基地は中国南部内陸部をカバーし、第64基地は中国北西部と北中部をカバーし、第65基地は中国東部と北東部をカバーし、第66基地は中国中部をカバーしている。各基地には、個々の任務と戦略的ニーズに応じて、核戦力と通常戦力の独自の構成も備えている。例えば、第61基地は主に台湾を主目標とした短距離通常弾頭ミサイル旅団で構成されているが、第64基地や第66基地などの内陸の基地は主に長距離の核戦力で構成されている。

### ロケット軍司令部
2022年10月時点のロケット軍司令部の所在地は以下の通り。
- ロケット軍司令部：北京市海淀区清河街道小営西路31号

#### ロケット軍司令部の4部門1委員会
ロケット軍司令部の4部門1委員会は以下の通り。
- 参謀部
- 政治工作部
- 後勤部
- 装備部
- 紀律検査委員会

#### 指導部
- 司令員：王厚斌上将
- 政治委員：徐西盛上将
- 副司令員：李伝広中将・陳光軍中将
- 副政治委員：禹光中将
- 紀律検査委員会書記：朱国標中将
- 参謀長：不明
- 政治工作部主任：程堅中将
- 後勤部部長：王啓繁少将
- 後勤部政治委員：孫昌兵少将
- 装備部部長：李光斌少将
- 装備部政治委員：不明

#### 参謀部の組織構造
2022年10月時点のロケット軍参謀部の内局は以下の通り。
- 作戦局
- 情報局
- 訓練局
- 部隊管理局
- 計画・編制局
- 情報通信局
- 情報化局
- 直属工作局

ほか

##### 参謀部の主な直属部隊
2022年10月時点のロケット軍参謀部の主な直属部隊は以下の通り。
- 参謀部作戦支援群（96942部隊）：北京市昌平区北清路朱辛庄橋付近
- 偵察連隊（96943部隊）：北京市延慶区康張路
- 測量地図群（96944部隊）：北京市昌平区東小口鎮賀村188号頤豊園
- 参謀部電子対抗連隊（96945部隊）：河北省保定市定興県
- 参謀部通信連隊（96946部隊）：北京市海淀区清河街道小営西路31号
- 無人機部隊：福建省泉州市恵安県梅山村：台湾海峡に面しており台湾有事の際は対艦弾道ミサイルの目標捕捉を担うとみられている。
- 自動化指揮センター：北京市海淀区清河街道
- 新兵訓練連隊：河北省唐山市豊潤区
- 気象センター：北京市昌平区回竜観地区
- 96635部隊：天津市津南区八里台鎮：衛星を含むリモートセンシング部隊
- 巡航ミサイル任務計画センター（96942部隊か?）：北京市昌平区七里渠南村
- ロケット軍技術偵察局：北京市海淀区上庄鎮北玉河村500号

#### 政治工作部の組織構造
2022年10月時点のロケット軍政治工作部の内局は以下の通り。
- 組織局
- 幹部局
- 宣伝局
- 兵員・文官職員人事局
- 群衆工作連絡局

ほか

##### 政治工作部の主な直属部隊
2022年10月時点のロケット軍政治工作部の主な直属部隊は以下の通り。
- 宣伝文化センター：北京市昌平区東三旗甲一号天泰劇院

#### 後勤部の組織構造
2022年10月時点のロケット軍後勤部の内局は以下の通り。
- 財務局
- 衛生局
- 運輸配送局
- 軍事施設建設局
- 購買供給局
- 業務局
- 戦闘サービス計画局
- 直属工作局

ほか

##### 後勤部の主な直属部隊
2022年10月時点のロケット軍後勤部の主な直属部隊は以下の通り。
- 延慶総合倉庫：北京市延慶区康庄鎮
- ロケット軍医療センター：北京市西城区新街口外大街16号
- ロケット軍疾病予防コントロールセンター：北京市海淀区
- 総合訓練基地：河北省張家口市宣化区
- 海淀総合倉庫：北京市海淀区
- ロケット軍後勤部農業新技術試験養成訓練基地（96951部隊か?）：北京市大興区
- ロケット軍広州特別療養センター：広東省広州市白雲区広州北大道1849号
- 峨眉療養院：四川省楽山市峨眉山市峨眉山景区路3号
- ロケット軍北戴河休養院：河北省秦皇島市北戴河区

#### 装備部の組織構造
2022年10月時点のロケット軍装備部の内局は以下の通り。
- 総合計画局
- 科学研究購買局
- 試験監督管理局
- 直属工作局
- 核技術装備局

ほか

##### 装備部の主な直属部隊
2022年10月時点のロケット軍装備部の主な直属部隊は以下の通り。
- ロケット軍研究院（96901部隊）：北京市海淀区北清路109号
- ロケット軍研究院エンジニアリング設計研究所（96911部隊）：北京市東城区安徳里北街18号
- 96902部隊（おそらく金輪エンジニアリング指揮部か？）：北京市朝陽区和平路2号
- 96922部隊（おそらく金輪エンジニアリング指揮部訓練旅団か?）：遼寧省大連市普蘭店区
- 96923部隊：遼寧省大連市長興島臨港工業区交流島街道前哨村
- 装備部気象計測ステーション（96961部隊か?）：北京市海淀区西三旗街道
- 装備部計測修理センター（96962部隊）：北京市昌平区沙河地区七里渠北村三顆星大院
- 武器レーダー修理所（96963部隊）：北京市房山区西潞街道
- 修理計測連隊（96963部隊か?）：江西省上饒市広信区羅橋街道
- 技術サービス大隊（96964部隊）：河北省張家口市宣化区
- 予備役装備修理大隊：北京市海淀区温泉鎮
- 予備役特殊装備修理大隊：江西省南昌市贛江新区
- 装備部軍事代表局
- 装備部清河幹部休養所：北京市海淀区（北京衛戍区）

### 作戦基地の組織構造
ロケット軍の6個の作戦基地は、標準化された構造に従っており、基地により隷下に6ないし7個のミサイル旅団と5から7個の支援連隊を備えている。標準的な構造は以下の通りである。
ミサイル旅団（英: Missile Brigades、簡: 导弹旅）
弾道ミサイルの発射を担当する。1個基地あたり、6～8個の旅団を監督する。
訓練連隊（英: Training Regiment、簡: 训练团）
作戦基地に配属された新兵の基礎訓練と、必要に応じて高度な専門的な訓練を担当する。
通信連隊（英: Communications Regiment、簡: 通信团）
基地司令部と従属部隊の間の通信を確保する責任を負う。 これらの連隊は、光ファイバー通信、衛星通信、マイクロ波通信、対流圏散乱通信など、ロケット軍が採用している各種の通信方法を管理している。
作戦支援連隊（英: Operations Support Regiment、簡: 作战保障团）
この種の連隊は、いくつかの異なる支援機能を単一の連隊の下に統合することによって2012年頃に設立された。 この部隊が担当する基地支援機能には、警備、建設工兵、気象観測、測量および地図作成、核・生物・化学防護が含まれる。
総合支援連隊（英: Comprehensive Support Regiment、簡: 综合保障团）
この連隊タイプは、基地の修理工場（英: Repair Factory、簡: 修配厂）と技術サービス連隊（英: Technical Service Regiment、簡: 技术勤务团）を統合し、両方の責任を担うことにより、2017年に設立された。 したがって、この連隊は基地車両と装備の修理と保守、ミサイル、燃料、軍需品、その他の物資の保管、道路と鉄道を介して基地部隊までこれらの資産を輸送する責任を負っている。また、車両の運転、食事の準備、文化/メディア活動、特定の支援要員の訓練など、その他のさまざまな支援任務も担当する場合がある。 車両、輸送、修理、物流支援のミッションを 1つの部隊に統合することで、物流の効率と調整が向上するように設計されている。
装備検査連隊（英: Equipment Inspection Regiment、簡: 装检团）
この連隊は、各基地に割り当てられた核弾頭の保管、管理、配布を担当する。 ロケット軍の核備蓄の大部分は太白の中心部に保管されているが、限られた数の弾頭が各基地に前方展開され、これらの連隊によって管理されていると考えられている。 これらの連隊は、独自の道路および鉄道輸送能力を介してミサイル旅団に弾頭を輸送する。第64基地は、連隊ではなく装備検査旅団を有する唯一の基地である。
基地病院（英: Base Hospital、簡: 医院）
各基地には少なくとも 1個の関係病院がある。 病院スタッフは頻繁に基地部隊との訓練のために派遣される。 戦時、これらの病院は野戦医療チームを派遣し、前線の基地部隊に総合的な医療を提供することになる。 基地病院トップは通常、正師団級職または副師団級職の職級である。
6個の作戦基地のうち4個は上記の組織構造とまったく同じだが、第61基地と第63基地の2個はわずかに異なる。 第61基地には無人航空機の運用を担当する連隊が1個追加され、第63基地には主に液体燃料大陸間弾道ミサイルの燃料補給を担当する連隊が1個追加されている。

### ミサイル旅団の組織構造
上記のように、各作戦基地は6～7個のミサイル旅団を統制しており、各ミサイル旅団は通常、6個発射大隊(通常、それぞれ2個発射中隊で構成される)および4～6個支援大隊で構成される。標準的なミサイル旅団は次のように構成される。
ミサイル旅団は、独自の通信、作戦支援、総合支援大隊を備えている。各旅団に割り当てられる発射装置の数は、ミサイルの種類に応じて大きく異なる。1個旅団当たりのミサイルと発射装置の公式かつ包括的な推定値は欠落しているが、知識豊富なオブザーバーらは特定のミサイルの1個旅団当たりの発射機数を、ICBMについては6～12基、MRBMについては12～24基、IRBMについては18～36基、SRBMおよびGLCMについては最大で36～48基の範囲で推定を行っている。各旅団には少なくとも1個、場合によっては2個の技術大隊を持っているとみられる。技術大隊は、ミサイルの装填と巻上げ、推進剤注入、発射前の試験と診断を含む一連の発射支援任務を担当する。技術大隊はミサイルの組み立てや弾頭装着にも役割を果たす可能性がある。第2の技術大隊が少数の旅団に限定された例外なのか、それとも標準なのかは不明である。これに加えて、追加の大隊が存在することは非常にまれだが存在する。たとえば、第633旅団にはテレメトリー大隊（英: Telemetry Battalion、簡: 遥测营）があり、第635旅団には電子対抗大隊（英: ECM Battalion、簡: 電抗营）があるとみられる。

### 第61基地
2022年10月時点の第61基地の従属部隊は以下の通り。
- 第61基地（96601部隊）：安徽省黄山市屯渓区陽湖鎮湖紅星路40号
  - 第611旅団（96711部隊）：安徽省池州市青陽県新河鎮：DF-21A MRBM：新しいシステムへの転換が切迫している可能性が高い：核弾頭：路上移動
  - 第612旅団（96712部隊）：江西省景徳鎮市楽平市洎陽街道八一路：DF-21A MRBM：DF-31AG ICBMに転換中の可能性が高い：核弾頭：路上移動
  - 第613旅団（96713部隊）：江西省上饒市広信区羅橋街道：DF-15B SRBM：2021年に未確認の新しいシステムに転換の可能性がある：通常弾頭
  - 第614旅団（96714部隊）：福建省三明市永安市大湖鎮坑源村400号：DF-11A SRBM：2018年8月にDF-17 MRBMへ転換を開始した可能性が高い：通常弾頭
  - 第615旅団（96715部隊）：広東省梅州市梅県区南口鎮：DF-11A/DF-11AZT SRBM：通常弾頭
  - 第616旅団（96716部隊）：江西省贛州市章貢区客家大道171号：DF-15 A/B/C SRBM：新しいシステムへの更新が切迫している可能性が高い：通常弾頭
  - 第617旅団（96717部隊）：浙江省金華市婺城区羅店鎮北山路142号：DF-16A SRBM：通常弾頭
  - 第618旅団（96718部隊）：江西省南昌市南昌県：新編部隊
  - 第61基地訓練連隊（96811部隊）：浙江省衢州市江山市
  - 第61基地通信連隊（96812部隊）：安徽省黄山市屯渓区上洽陽村
  - 第61基地作戦支援連隊（96813部隊）：安徽省黄山市休寧県
  - 第61基地総合支援連隊（96814部隊）：江西省上饒市広信区羅橋街道弁坂頭村
  - 第61基地技術サービス旅団（96815部隊）：江西省景徳鎮市珠山区黄泥頭村腊麗山路
  - 第61基地装備検査連隊（96031部隊）：江西省景徳鎮市珠山区腊里山路398 号
  - 第61基地無人機連隊（96816部隊）：浙江省金華市東陽市城東街道東嵊路70号
  - 第61運転者訓練大隊
  - 第61特殊作戦警備訓練隊
  - 96601部隊医院：安徽省黄山市屯渓区新安南路63号

### 第62基地
2022年10月時点の第62基地の従属部隊は以下の通り。
- 第62基地（96602部隊）：雲南省昆明市官渡経開区公家村
  - 第621旅団（96721部隊）：四川省宜賓市翠屏区李荘古鎮31号/双橋村：DF-31AG ICBMか?：核弾頭：路上移動
  - 第622旅団（96722部隊）：雲南省玉渓市紅塔区大営街街道赤馬村：DF-31A ICBM：核弾頭：路上移動
  - 第623旅団（96723部隊）：広西チワン族自治区柳州市魚峰区柳東新区新柳大道27号：CJ-10A LACM（英語版）：通常弾頭：巡航ミサイル
  - 第624旅団（96724部隊）：海南省儋州市：DF-21D ASBM：2020年までに新しいシステムへ転換の可能性がある：通常弾頭：対艦弾道ミサイル
  - 第625旅団（96725部隊）：雲南省紅河ハニ族イ族自治州建水県南荘鎮羊街：DF-26 IRBM（英語版）：核弾頭と通常弾頭の両用：路上移動
  - 第626旅団（96726部隊）：広東省清遠市清城区源潭鎮：DF-26 IRBM：核弾頭と通常弾頭の両用：路上移動
  - 第627旅団（96727部隊）：広東省掲陽市普寧市英歌山工業園区：DF-17 MRBM：通常弾頭
  - 第62基地訓練連隊（96821部隊）：雲南省楚雄イ族自治州楚雄市環城西路399号
  - 第62基地通信連隊（96822部隊）：雲南省昆明市官渡区
  - 第62基地作戦支援連隊（96823部隊）：雲南省昆明市官渡区
  - 第62基地総合支援連隊（96824部隊）：雲南省昆明市官渡区
  - 第62基地装備検査連隊（960312部隊）：雲南省紅河ハニ族イ族自治州弥勒市東山鎮大栗村
  - 96602部隊医院：雲南省昆明市盤竜区穿金路

### 第63基地
2022年10月時点の第63基地の従属部隊は以下の通り。
- 第63基地（96602部隊）：湖南省懐化市鶴城区迎豊東路786号
  - 第631旅団（96731部隊）：湖南省懐化市靖州ミャオ族トン族自治県二涼亭村：DF-5B ICBM：核弾頭：サイロ配備
  - 第632旅団（96732部隊）：湖南省邵陽市北塔区陳家橋鎮光裕村：DF-31AG ICBM：核弾頭：路上移動
  - 第633旅団（96733部隊）：湖南省懐化市会同県林城鎮建設路005号：DF-5A ICBM：他の派生型の可能性もある：核弾頭：サイロ配備
  - 第634旅団（96734部隊）：湖南省懐化市通道トン族自治県：未知の新型ミサイル：弾頭種不明
  - 第635旅団（96735部隊）：江西省宜春市袁州区工業園：CJ-10 LACM（英語版）：通常弾頭：巡航ミサイル
  - 第636旅団（96736部隊）：広東省韶関市曲江区：DF-16/DF-16A SRBM：通常弾頭
  - 第63基地訓練連隊（96831部隊）：湖南省邵陽市洞口県
  - 第63基地通信連隊（96832部隊）：湖南省懐化市鶴城区
  - 第63基地作戦支援連隊（96833部隊）：湖南省懐化市鶴城区迎豊東路786号
  - 第63基地総合支援連隊（96834部隊）：湖南省懐化市鶴城区
  - 第63基地サービス連隊（96835部隊）：湖南省懐化市靖州ミャオ族トン族自治県艮山口
  - 第63基地装備検査連隊（96033部隊）：湖南省懐化市鶴城区天星東路対面
  - 96603部隊医院：湖南省懐化市鶴城区迎豊東路535号

### 第64基地
2022年10月時点の第64基地の従属部隊は以下の通り。
- 第64基地（96604部隊）：甘粛省蘭州市楡中県定遠鎮東部科技新城金科路156号
  - 第641旅団（96741部隊）：陝西省渭南市韓城市新城街道：DF-31 ICBMか?：核弾頭：路上移動
  - 第642旅団（96742部隊）：青海省西寧市大通回族トゥ族自治県橋頭鎮：DF-31：DF-31AG ICBMに更新の可能性がある：核弾頭：路上移動
  - 第643旅団（96743部隊）：甘粛省天水市麦積区什字坪村：DF-31AG ICBM：核弾頭：路上移動
  - 第644旅団（96744部隊）：陝西省漢中市漢台区竜江鎮：DF-41 ICBMの可能性が高い：核弾頭：路上移動
  - 第645旅団（96745部隊）：寧夏回族自治区銀川市西夏区文昌北街52号：不明
  - 第646旅団（96746部隊）：新疆ウイグル自治区バインゴリン・モンゴル自治州コルラ市外環路：DF-26 IRBM（英語版）：核弾頭と通常弾頭の両用：路上移動
  - 第647旅団（96747部隊）：青海省西寧市城東区：未知の新型ミサイル：弾頭種不明
  - 第64基地訓練連隊（96841部隊）：青海省西寧市湟中区上五荘鎮
  - 第64基地通信連隊（96842部隊）：青海省西寧市城東区
  - 第64基地作戦支援連隊（96843部隊）：甘粛省蘭州市楡中県定遠鎮東部科技新城金科路156号
  - 第64基地総合支援連隊（96844部隊）：青海省西寧市城北区大堡子鎮西杏園村
  - 第64基地装備検査旅団（96034部隊）：青海省西寧市湟中区多巴鎮納卜蔵村
  - 96604部隊医院：甘粛省蘭州市城関区白銀路街道静寧路72号
  - 536医院：青海省西寧市城中区夏都大街

### 第65基地
2022年10月時点の第65基地の従属部隊は以下の通り。
- 第65基地（96605部隊）：遼寧省瀋陽市皇姑区鴨緑江北街53号
  - 第651旅団（96751部隊）：遼寧省大連市金州区登沙河鎮正陽街2号：DF-41 ICBM：核弾頭：路上移動
  - 第652旅団（96752部隊）：吉林省通化市東昌区：DF-31/DF-31A ICBM：核弾頭：路上移動
  - 第653旅団（96753部隊）：山東省済南市萊蕪区高新区汶水大街31号：DF-21D ASBM：2020年に新しいシステムに転換の可能性がある：通常弾頭：対艦弾道ミサイル
  - 第654旅団（96754部隊）：遼寧省大連市金州区華家街道34号車家屯：DF-26 IRBM（英語版）：核弾頭と通常弾頭の両用：路上移動
  - 第655旅団（96755部隊）：吉林省通化市東昌区金廠鎮：DF-17 MRBMの可能性がある：通常弾頭
  - 第656旅団（96756部隊）：山東省済南市萊蕪区：CJ-100 LACM（英語版）か?：通常弾頭
  - 第65基地訓練連隊（96851部隊）：遼寧省盤錦市大窪区唐家鎮
  - 第65基地通信連隊（96852部隊）：遼寧省瀋陽市皇姑区鴨緑江北街53号
  - 第65基地作戦支援連隊（96853部隊）：遼寧省瀋陽市皇姑区鴨緑江北街53号
  - 第65基地総合支援連隊（96854部隊）：吉林省通化市東昌区建設大街新光路9号
  - 第65基地装備検査連隊（96035部隊）：吉林省通化市通化県果松鎮
  - 96605医院：吉林省通化市東昌区新華大街500号

### 第66基地
2022年10月時点の第66基地の従属部隊は以下の通り。
- 第66基地（96606部隊）：河南省洛陽市澗西区麗旬西路
  - 第661旅団（96761部隊）：河南省三門峡市霊宝市黄河路六街坊80号院：DF-5B ICBM：核弾頭：サイロ配備
  - 第662旅団（96762部隊）：河南省洛陽市欒川県城関鎮光華西路448号：DF-4 ICBMだが未確認の新しいミサイルへの転換が切迫している：核弾頭：横穴引出し発射
  - 第663旅団（96763部隊）：河南省南陽市臥竜区王村郷：DF-31A ICBM：核弾頭：路上移動
  - 第664旅団（96764部隊）：河南省洛陽市洛竜区伊洛路・通済街交叉口南100m：DF-31AG ICBM：核弾頭：路上移動
  - 第665旅団（96765部隊）：山西省長治市潞城区：ミサイル機種不明：弾頭種不明
  - 第666旅団（96766部隊）：河南省信陽市羊山新区和平社区：DF-26 IRBM（英語版）：核弾頭と通常弾頭の両用：路上移動
  - 第66基地訓練連隊（96861部隊）：河南省洛陽市宜陽県香鹿山鎮竜王村擁軍路5号
  - 第66基地通信連隊（96862部隊）：河南省洛陽市澗西区天津路113号
  - 第66基地作戦支援連隊（96863部隊）：河南省洛陽市澗西区天津路
  - 第66基地総合支援連隊（96864部隊）：河南省洛陽市瀍河回族区啓明東路666号
  - 第66基地装備検査連隊（96036部隊）：河南省三門峡市盧氏県西黒馬渠
  - 96606部隊医院：河南省洛陽市澗西区天津路南端・瀛州北路交滙処
  - ロケット軍軍用犬訓練隊：河南省三門峡市霊宝市南朝村

### 第67基地
2022年10月時点の第67基地の従属部隊は以下の通り。
- 第67基地（96607部隊）：陝西省宝鶏市渭浜区宝光路49号八一大楼
  - ミサイル技術サービス旅団（96037部隊）：陝西省宝鶏市太白県
  - 96038部隊：四川省瀘州市江陽区藍田街道紅岩村
  - 第67基地訓練連隊（96871部隊）：陝西省宝鶏市太白県咀頭鎮
  - 第67基地通信連隊（96872部隊）：陝西省宝鶏市渭浜区石鼓鎮石壩河村
  - 第67基地作戦支援連隊（96873部隊）：陝西省宝鶏市渭浜区石鼓鎮劉家村
  - 第67基地総合支援連隊（96874部隊）：陝西省宝鶏市金台区臥竜寺街道
  - 防空連隊（96875部隊）：陝西省宝鶏市鳳翔区
  - 第2総合防護連隊（96876部隊）：江西省南昌市南昌県
  - 装備検査研究所（96877部隊）：陝西省宝鶏市渭浜区高新区八魚鎮高新大道
  - 特別装備運輸連隊（96878部隊）：陝西省宝鶏市太白県
  - 応急処置大隊（96771部隊）：陝西省宝鶏市太白県
  - 96607部隊医院：陝西省宝鶏市渭浜区宝光路49号

### 第68基地
2022年10月時点の第68基地の従属部隊は以下の通り。
- 第68基地（96608部隊）：河南省洛陽市澗西区徐家営河洛路378号
  - 第1エンジニアリング旅団（96781部隊）：陝西省宝鶏市陳倉区磻渓鎮党家堡村
  - 第2エンジニアリング旅団（96782部隊）：福建省莆田市仙遊県頼店鎮八三大院
  - 第3エンジニアリング旅団（96783部隊）：湖南省懐化市鶴城区楊村郷正清路
  - 第4エンジニアリング旅団（96784部隊）：河南省洛陽市伊川県城関鎮696号馬営村
  - 第5エンジニアリング旅団（96785部隊）：河南省洛陽市伊川県城関鎮石窯村商都西路559号
  - 第6エンジニアリング旅団（96786部隊）：北京市昌平区南口鎮温南路
  - 第68基地訓練連隊（96881部隊）：河南省洛陽市高新区徐家営河洛路48号
  - 第68基地通信連隊（96882部隊）：江西省南昌市南昌県蓮塘鎮
  - 第68基地総合支援連隊（96884部隊）：河南省洛陽市西工区金谷園西路30号院
  - 第68基地通信エンジニアリング連隊（96885部隊）：湖南省三門峡市
  - 第68基地エンジニアリング維持支援大隊（96886部隊）：陝西省漢中市西郷県城北街道二里村漢白路西段33号
  - 第68基地施行技術管理大隊
  - 第68基地警備通信大隊
  - 96608部隊医院：陝西省漢中市南鄭区大河坎東昌街中段

### 第69基地
2022年10月時点の第69基地の従属部隊は以下の通り。
- 第69基地（96609部隊）：寧夏回族自治区銀川市西夏区懐遠西路503号
  - 第1試験訓練区（96791部隊）：内モンゴル自治区アルシャー盟アルシャー左旗バヤンホト鎮
  - 第2試験訓練区（96792部隊）：吉林省白山市靖宇県三道湖鎮新農村
  - 第3試験訓練区（96793部隊）：青海省海西モンゴル族チベット族自治州デリンハ市天峻西路
  - 第4試験訓練区（96794部隊）：貴州省貴陽市観山湖区石林西路88号
  - 96795部隊：寧夏回族自治区銀川市西夏区：特別訓練評価部隊
  - 96796部隊：寧夏回族自治区銀川市西夏区：航空宇宙科学技術を担う部隊
  - 岢嵐発射サービスステーション（96891部隊）：山西省忻州市岢嵐県宋家寨鎮
  - 青色教導連隊：吉林省白山市靖宇県
  - 測定コントロール連隊（96892部隊）：内モンゴル自治区アルシャー盟アルシャー左旗
  - 96893部隊：内モンゴル自治区アルシャー盟アルシャー左旗ジランタイ鎮：何らかの試験訓練活動を担う
  - 96894部隊：内モンゴル自治区アルシャー盟アルシャー右旗バダインジャラン鎮
  - 96895部隊
  - 測定コントロール大隊（96896部隊）：吉林省四平市双遼市那木モンゴル族郷
  - 96897部隊：ミサイル試射場の管理と支援を担う
  - 96898部隊：海南省三亜市吉陽区鳥石村一組202号
  - 96899部隊：貴州省貴陽市
  - 96609部隊医院：寧夏回族自治区銀川市西夏区懐遠西路690号

### 教育機関
2022年10月時点のロケット軍の教育機関は以下の通り。
- ロケット軍指揮学院：湖北省武漢市江岸区二七路145号
- ロケット軍エンジニアリング大学：陝西省西安市灞橋区同心路2号
- ロケット軍下士官学校：山東省濰坊市青州市
- ロケット軍下士官学校第4学兵大隊：河北省唐山市豊潤区

### 機関・部隊の代号の命名規則
2022年10月時点において、正連隊級職以上の部隊に与えられる5桁の部隊代号規則は以下の通り。
最初の2桁
- 96xxx - 96はロケット軍の部隊を示す。

3番目の桁
- 961xx-965xx - 1から5の数字は2017年以前の規則から使われていない。
- 966xx - ロケット軍基地または基地司令部直属部隊を示す。
- 967xx - 旅団または旅団規模の部隊を示す。
- 968xx - 連隊または連隊規模の部隊を示す。
- 969xx - ロケット軍司令部の直轄部隊を示す。
- 960xx - 核弾頭の管理と輸送を担う基地装備検査部隊を示す。

## 歴代司令員・政治委員

### 歴代司令員
第二砲兵部隊司令員
1. 向守志（英語版） (1967.7、未就任)
2. 楊俊生（中国語版） (1968.9 - 1969.5)
3. 張翼翔（中国語版） (1969.5 - 1975.4)
4. 向守志 (1975.4 - 1977.9)
5. 李水清（中国語版） (1977.9 - 1982.11)
6. 賀進恒（中国語版） (1982.11 - 1985.7)
7. 李旭閣（中国語版） (1985.7 - 1992.11)
8. 楊国梁（英語版） (1992.11 - 2003.1)
9. 靖志遠 (2003.1 - 2012.10)
10. 魏鳳和 (2012.10[34] - 2015.12[35])

ロケット軍司令員
1. 魏鳳和 (2015.12.[35] - 2017.8)
2. 周亜寧（英語版） (2017.8[36] - 2022.1[37])
3. 李玉超（英語版） (2022.1[37] - 2023.7[38])
4. 王厚斌（英語版） (2023.7[39] - )

### 歴代政治委員
第二砲兵部隊政治委員
1. 李天煥（中国語版） (1967.7 - 1968.3)
2. 呉烈（中国語版） (第二、1967.10 - ?)
3. 陳発洪（中国語版） (第二、1970.3 - 1975.4)
4. 陳鶴橋（中国語版） (1975.5 - 1982.11)
5. 劉立封（中国語版） (1982.11 - 1990.4)
6. 劉安元（英語版） (1990.4 - 1992.11)
7. 隋永挙（中国語版） (1992.11 - 1997.11)
8. 隋明太（英語版） (1997.11 - 2003.12)
9. 彭小楓（英語版） (2003.12 - 2009.12)
10. 張海陽（英語版） (2009.12 - 2014.12)
11. 王家勝（英語版） (2014.12 - 2015.12[35])

ロケット軍政治委員
1. 王家勝 (2015.12[35] - 2020.7)
2. 徐忠波（英語版） (2020.7[40] - 2023.7)
3. 徐西盛（英語版） (2023.7[41] - )

## 装備
ミリタリーバランス2023によるとロケット軍のミサイル発射装置数は以下の通り。米国防総省中国の軍事力に関する2023年報告書によると、2022年には少なくとも合計300基の固体燃料式ICBM用サイロが、中国北部の哈密、玉門、楡林の三か所のミサイルサイロ複合施設に分けられて建設され、それらのサイロの幾つかには既にICBMが装填されているものと評価している。
ICBM
- 核弾頭
  - DF-4(CSS-3)：推定10基
  - DF-5A/B(CSS-4 Mod 2/3)：推定20基
  - DF-31(CSS-10 Mod 1)：推定8両
  - DF-31A(CSS-10 Mod 2)：推定24両
  - DF-31A(G)(CSS-10 Mod 3)：推定30両
  - DF-41(CSS-20)：推定24両（増強中）

IRBM
- 核弾頭と通常弾頭の両用
  - DF-26（英語版）(CSS-18)（派生型にASBMが存在）：110両以上

MRBM
- 核弾頭
  - DF-21A/E(CSS-5 Mod 2/6)：推定80両
- 通常弾頭
  - DF-17(CSS-22)：推定24両（最上段はHGV）
  - DF-21D(CSS-5 Mod 5)（ASBM）：推定30両

SRBM
- 通常弾頭
  - DF-11A(CSS-7 Mod 2)：推定108両
  - DF-15B(CSS-6 Mod 3)：推定81両
  - DF-16(CSS-11 Mod 1/2)：推定36両

GLCM
- 通常弾頭
  - CJ-10/CJ-10A（英語版）：推定54両
  - CJ-100（英語版）：推定54両（配備開始）

## 貯蔵弾頭数
米国科学者連盟のリポートによると、2024年3月時点の中国人民解放軍の貯蔵核弾頭数は以下の通り。
- 推定500発

米国防総省の中国の軍事力に関する2023年報告書によると、中国は2030年までに1000発を超える核弾頭を保有するだろうと予測している。

## ミサイルの射程距離

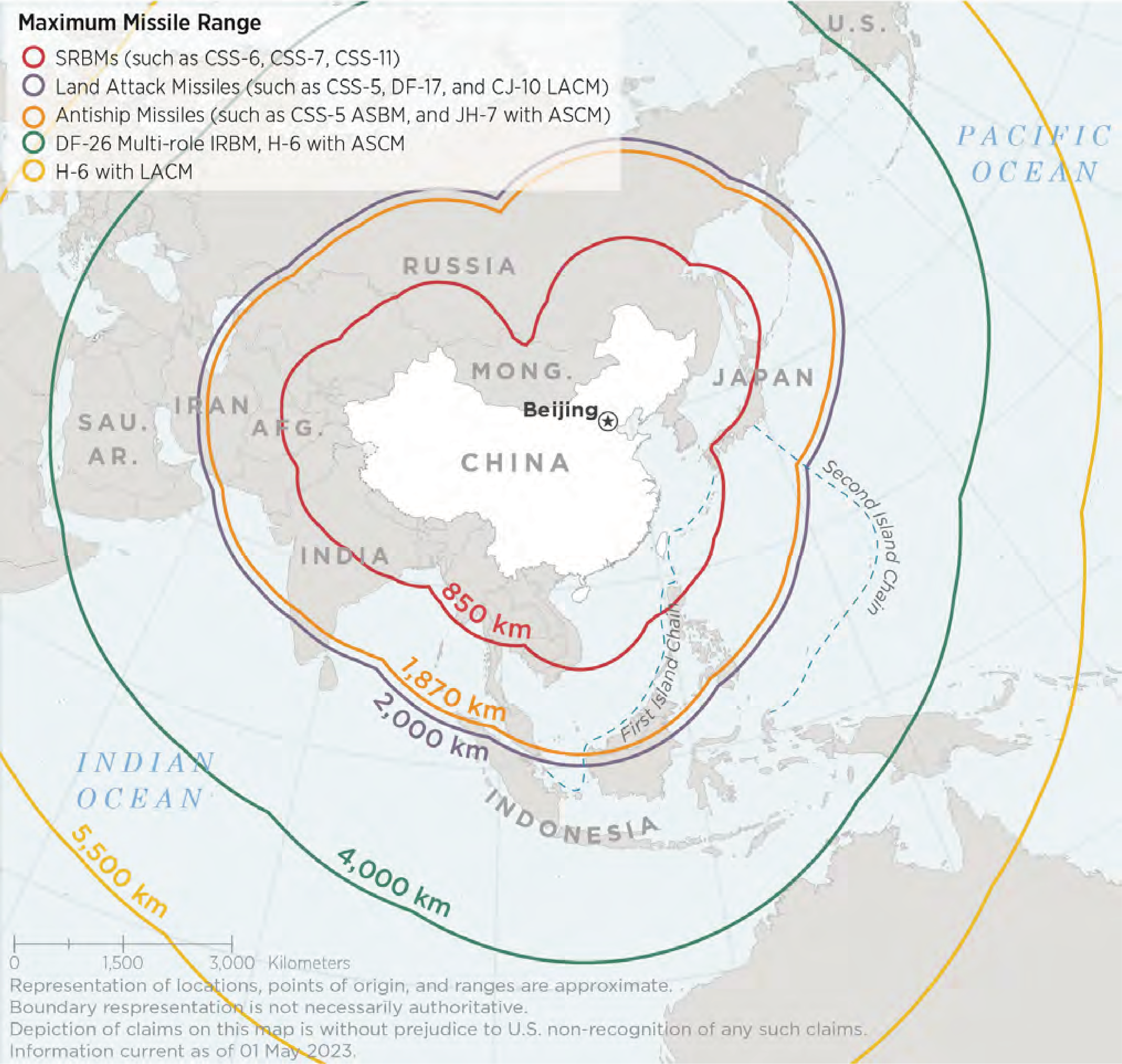
2023年時点の中国の通常弾頭搭載ミサイルの射程
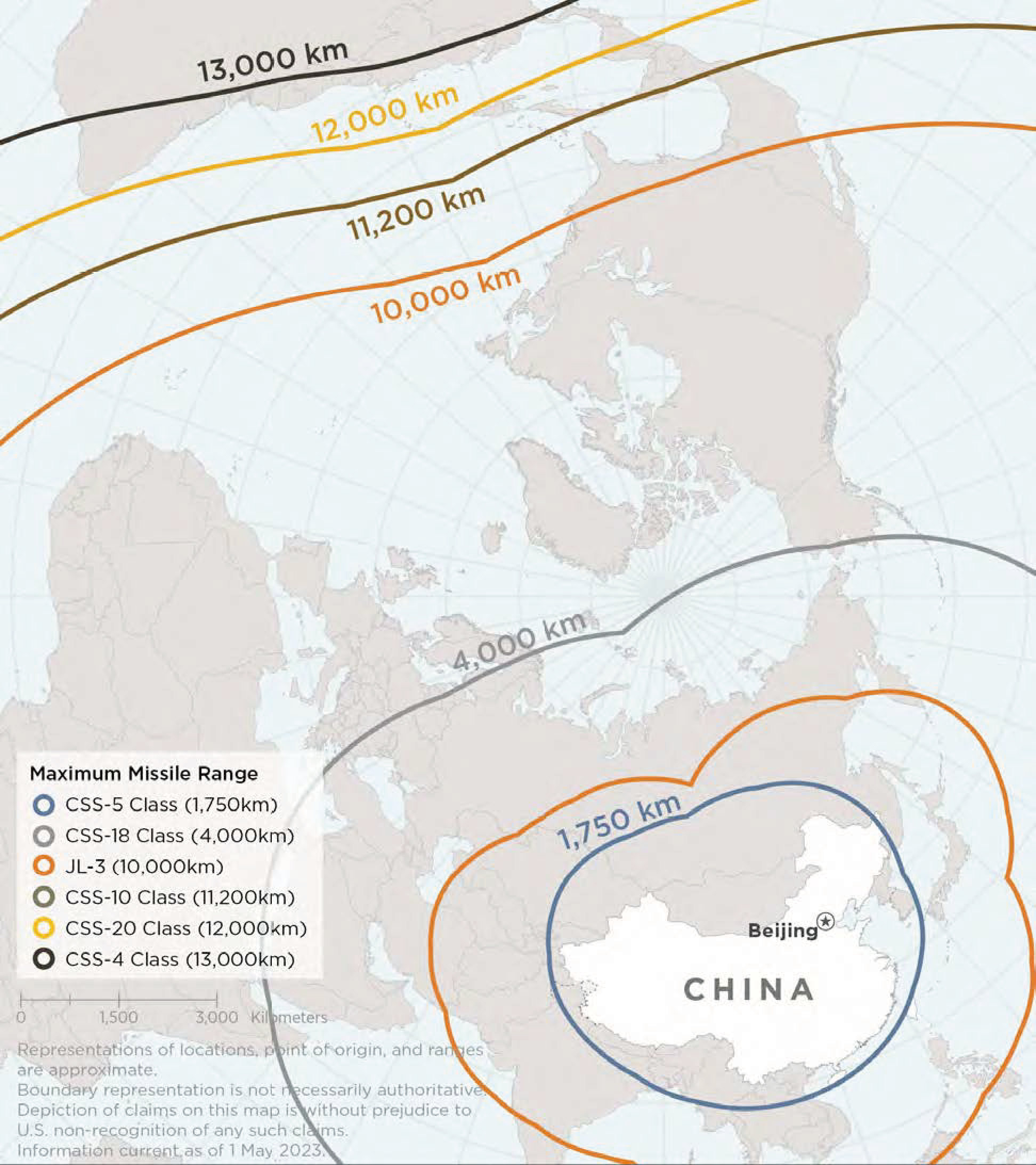
2023年時点の中国の核弾頭搭載弾道ミサイルの射程

## 海外展開
2016年4月に存在が公開されたロケット軍装備部直属の金輪工程指揮部は、サウジアラビアへの弾道ミサイル輸出を監督する組織である。1980年代には中距離弾道ミサイルのDF-3がサウジアラビアに輸出され、王立サウジアラビア戦略ミサイル軍に導入された。運用訓練や基地建設などを監督するために、サウジアラビアに駐留してきた。中国人民解放軍の事実上の海外拠点となった最初の事例である。ミリタリーバランスによると2022年末時点で、10基以上のDF-3、およびDF-21のミサイル発射装置が存在するものと評価している。